# Anschlag von Raschidin
Bei einem Anschlag auf einen Flüchtlingskonvoi am 15. April 2017 in Syrien bei Raschidin westlich von Aleppo kamen durch eine von einem Selbstmordattentäter gezündete Autobombe weit über 100 Menschen ums Leben.

## Vorgeschichte
Ende März 2017 kam es zu einer von Katar und dem Iran vermittelten Vereinbarung zwischen verfeindeten Bürgerkriegsparteien in Syrien, wonach insgesamt mehr als 30.000 Menschen aus von der Gegenseite teilweise seit Jahren belagerten Ortschaften in andere Gebiete umgesiedelt werden sollten. Nach mehrfacher Verzögerung verließen am 14. April 2017 zunächst 5000 Bewohner einschließlich Rebellen aus al-Fuʿa (الفوعة) und Kafriya (كفريا) im Gouvernement Idlib mit etwa 80 Bussen und 20 Krankenwagen ihre Heimatorte, sie sollten in die unter Regierungskontrolle stehende Großstadt Aleppo gebracht werden. Gleichzeitig starteten 65 weitere Busse mit 2200 Einwohnern von Madaya und az-Zabadani mit dem Ziel des von Aufständischen gehaltenen Gouvernements Idlib. Beide Konvois wurden noch am gleichen Abend aufgehalten und an der Weiterfahrt gehindert: derjenige mit Ziel Idlib innerhalb von Aleppo, der andere westlich der Stadt in einem von Haiʾat Tahrir asch-Scham gehaltenen Gebiet an einer Schnellstraße am Rande der Ortschaft Raschidin. Über den Grund für den Zwangsaufenthalt bestehen unterschiedliche Angaben.

## Tathergang
Am 15. April 2017 gegen 15:30 Ortszeit näherte sich ein Kleintransporter dem bei Raschidin auf die Genehmigung zur Weiterfahrt wartenden Konvoi und vermittelte den Eindruck, er bringe eine Lieferung von Lebensmitteln. Nach Angaben von Augenzeugen lockte der Fahrer noch Kinder mit Leckereien an sein Fahrzeug, ehe er es zur Explosion brachte.
Nach Angaben der Syrischen Beobachtungsstelle für Menschenrechte kamen durch den Anschlag 126 Menschen ums Leben, darunter 68 Kinder, außerdem gab es zahlreiche Verletzte. Unter den Toten waren auch Hilfskräfte sowie den Konvoi begleitende Kämpfer der Rebellen. Mit ausschlaggebend für die hohe Zahl an Opfern war, dass eine nahegelegene Tankstelle in Brand geriet.

## Diskussion um mögliche Tätergruppen
Zu dem Anschlag hat sich bislang niemand bekannt. Die syrische Regierung machte „Terroristen“ für die Tat verantwortlich. Nach einzelnen westlichen Medienberichten gab es auch nicht näher benannte Oppositionsaktivisten, die Regierungsanhänger für die Tat verantwortlich machten.
Allerdings stellte auch der bekannteste Sprecher der Opposition, Rami Abdul Rahman, der Leiter der Syrischen Beobachtungsstelle für Menschenrechte in diesem Fall ausdrücklich fest, er glaube nicht, dass die syrische Regierung hinter den Anschlägen stehe. Er meinte, das Regime töte täglich Menschen unter Verwendung aller Arten von Waffen und habe es nicht nötig, seine eigenen Sympathisanten zu töten.
Eine sehr klare Distanzierung von dem Anschlag kam auch von der islamistischen Rebellengruppe Ahrar al-Scham. Diese beklagte eigene Verluste unter den Bewachern des Konvois. Ahrar asch-Scham kündigte eine eigene Untersuchung zum Finden der Verantwortlichen an. Auf Schuldzuweisungen wurde verzichtet.
Zum Zeitpunkt des Anschlags befand sich der (Vor-)Ort Raschidin in der Hand der al-Qaida nahen Haiʾat Tahrir asch-Scham. Diese Gruppe beziehungsweise Angehörige einer ihrer derzeitigen oder früheren Untergruppen kommen daher prinzipiell als Täter in Frage.
Bereits bei Brandanschlägen auf Busse im Dezember 2016, die ebenfalls für die Evakuierung von Menschen aus den belagerten Städten al-Fuʿa und Kafriya bestimmt waren, wurden Angehörige der Dschund al-Aqsa für die Anschläge verantwortlich gemacht. Damals wurde auch Videomaterial in den sozialen Medien veröffentlicht, in denen ein namentlich benannter Dschund-al-Aqsa-Funktionär und seine Anhänger vor den brennenden Bussen die Taten als Rache für Aleppo bejubeln. Anders als damals im Dezember 2016 blieben ähnliche Bekennervideos bei dem viel verheerenderen Anschlag von Raschidin im April 2017 aber aus. Möglicher Grund für das fehlende Bekennervideo könnte ein Versuch der Terroristen gewesen sein, Misstrauen und Konflikte zwischen den an der Evakuierung beteiligten Gruppen zu schüren. Der Bevölkerungsaustausch konnte durch den Anschlag aber nicht gestoppt werden.

## Reaktionen
Die Konvois konnten noch am gleichen Tage ihre Fahrt fortsetzen, bis Mitternacht erreichte die überwiegende Zahl der Busse ihr Ziel.
Das Auswärtige Amt in Berlin verurteilte den Anschlag, ebenso Papst Franziskus in seiner Osterbotschaft sowie die Vereinten Nationen. Ein Sprecher des US-amerikanischen Außenministeriums bezeichnete ihn als „barbarische Attacke“.